# Liste der Listen von Ländern
Dies ist eine Liste der Listen von Ländern nach verschiedenen Kriterien, welche in der Wikipedia enthalten sind. In einigen Fällen sind in diesen Listen auch nicht unabhängige Territorien zu Vergleichszwecken enthalten. Die Liste der Länderlisten ist nach Themenkategorien gegliedert.

## Bildung
- Liste der Länder nach Bildungsausgaben
- Liste der Länder nach Bildungserwartung

## Demografie
- Liste der Länder mit indigener muttersprachlich arabischer Bevölkerung
- Liste der Länder nach albanischem Bevölkerungsanteil
- Liste der Länder nach Altersstruktur
- Liste der Länder nach Amtssprachen
- Liste der Länder nach Auswandereranteil
- Liste der Länder nach Bevölkerungswachstumsrate
- Liste der Länder nach christlicher Bevölkerung
- Liste deutscher Bevölkerungsanteile nach Staat
- Liste der Länder nach ethnischer Zusammensetzung
- Liste der Länder nach Fertilitätsrate
- Liste der Länder nach Geburtenzahl
- Liste der Länder nach Geschlechterverteilung
- Liste der Länder nach geflüchteter Bevölkerung
- Liste der Länder nach Einwandereranteil
- Liste der Länder und Territorien nach Einwohnerzahl (historische Entwicklung)
- Liste der Länder nach Körpergröße
- Liste der Länder nach Medianalter
- Liste der Länder nach mittlerem Geburtsalter
- Liste der Länder nach muslimischer Bevölkerung
- Liste der Länder nach Nettomigrationsrate
- Liste der Länder nach Religion
- Liste der Länder nach Religiosität
- Liste der Länder nach Suizidrate
- Liste der Länder nach Todesrate
- Liste der Länder nach Tötungsrate
- Liste der Länder nach türkischem Bevölkerungsanteil
- Liste der Länder nach Urbanisierung

## Energie und Umwelt
- Liste der Länder nach Braunkohleproduktion
- Liste der Länder nach Braunkohleverbrauch
- Liste der Länder nach CO2-Emission pro Kopf
- Liste der Länder nach Erdgasexporten
- Liste der Länder nach Erdgasförderung
- Liste der Länder nach Erdgasimporten
- Liste der Länder nach Erdgasreserven
- Liste der Länder nach Erdgasverbrauch
- Liste der Länder nach Erdölexporten
- Liste der Länder nach Erdölförderung
- Liste der Länder nach Erdöleimporten
- Liste der Länder nach Erdölreserven
- Liste der Länder nach Erdölverbrauch
- Liste der Länder nach Elektrizitätserzeugung
- Liste der Länder nach Elektrizitätserzeugung aus Kernenergie
- Liste der Länder nach Elektrizitätserzeugung aus Wasserkraft
- Liste der Länder nach Elektrizitätsexporten
- Liste der Länder nach Elektrizitätsimporten
- Liste der Länder nach Elektrizitätsverbrauch
- Liste der Länder nach Elektrifizierungsgrad
- Liste der Länder nach Emission fluorierter Treibhausgase (F-Gase)
- Liste der Länder nach Energieerzeugung aus Windenergie
- Liste der Länder nach Energieerzeugung aus Solarenergie
- Liste der Länder nach Energieerzeugung aus Solarenergie pro Kopf
- Liste der Länder nach Energieverbrauch
- Liste der Länder nach Energieverbrauch pro Kopf
- Liste der Länder nach Lachgasemissionen
- Liste der Länder nach Luftverschmutzung
- Liste der Länder nach Methanemissionen
- Liste der Länder nach Steinkohleproduktion
- Liste der Länder nach Steinkohlereserven
- Liste der Länder nach Steinkohleverbrauch
- Liste der Länder nach Stromerzeugung
- Liste der Länder nach Stromerzeugung aus erneuerbaren Energien
- Liste der Länder nach Strompreis
- Liste der Länder nach Treibhausgasemissionen

## Geografie
- Liste der Länder Afrikas
- Liste der Länder am Golf von Bengalen
- Liste der Länder Amerikas
- Liste der Länder Asiens
- Liste der Länder der Erde
- Liste der Länder Europas
- Liste der Länder mit nur einer Landgrenze
- Liste der Länder nach Ackerland pro Kopf
- Liste der Länder nach durchschnittlicher Höhe
- Liste der Länder nach Fläche
- Liste der Länder nach jährlicher Niederschlagsmenge
- Liste der Länder nach Küstenlänge
- Liste der Länder nach Landgrenzen
- Liste der Länder nach landwirtschaftlicher Nutzfläche
- Liste der Länder nach Temperatur
- Liste der Länder nach Waldfläche
- Liste der Länder nach Wasserressourcen
- Liste der Inselstaaten
- Liste der interkontinentalen Länder
- Liste der Mikronationen

## Gesundheit
- Liste der Länder nach Ärztedichte
- Liste der Länder nach Alkoholkonsum
- Liste der Länder nach Anteil an adipösen Personen
- Liste der Länder nach Anteil an unterernährten Personen
- Liste der Länder nach Anzahl an Krankenhausbetten
- Liste der Länder nach Cannabiskonsum
- Liste der Länder nach Fleischkonsum pro Kopf
- Liste der Länder nach Gesundheitsausgaben
- Liste der Länder nach HIV-Prävalenz
- Liste der Länder nach Kindersterblichkeitsrate
- Liste der Länder nach Kokainkonsum
- Liste der Länder nach Lebenserwartung (Historische Entwicklung)
- Liste der Länder nach Lebensmittelverbrauch pro Kopf
- Liste der Länder nach Müttersterblichkeitsrate
- Liste der Länder nach Zigarettenkonsum

## Infrastruktur und Verkehr
- Liste der Länder mit Linksverkehr
- Liste der Länder nach Anzahl an Fluggästen
- Liste der Länder nach Anzahl an Wolkenkratzern
- Liste der Länder nach Eisenbahnnetz
- Liste der Länder nach Kfz-Nationalitätszeichen
- Liste der Länder nach Länge des Straßennetzes
- Liste der Länder nach Verkehrstoten

## Militär
- Liste der Länder nach Anzahl an Flugzeugträgern
- Liste der Länder nach Anzahl an Soldaten
- Liste der Länder nach Militärbudget
- Liste der Länder nach Militärbudget in Prozent des BIP
- Liste der Länder ohne Militär

## Politik
- Liste der europäischen Nicht-EU-Staaten
- Liste der Länder nach Anzahl an Auslandsvertretungen
- Liste der Länder nach Einführungsjahr des Frauenwahlrechts
- Liste der Länder nach Frauenanteil im Landesparlament
- Liste der Länder nach aktueller Regierung
- Liste der Länder nach Regierungssystem
- Liste der Länder nach Staatsoberhäuptern
- Liste der Länder nach Unabhängigkeitsdatum
- Liste der Länder nach Verwaltungsgliederung
- Liste der neutralen Länder
- Liste der Mitglieder des Sicherheitsrates der Vereinten Nationen
- Liste der Mitgliedstaaten amerikanischer Organisationen
- Liste der Mitgliedstaaten der Afrikanischen Union
- Liste der Mitgliedstaaten der ASEAN
- Liste der Mitgliedstaaten der Europäischen Union
- Liste der Mitgliedstaaten der FAO
- Liste der Mitgliedstaaten der OECD
- Liste der Mitgliedstaaten der UNESCO
- Liste der Mitgliedstaaten der Vereinten Nationen
- Liste der Mitgliedstaaten der World Meteorological Organization
- Liste der Mitglieder der WTO
- Liste der Mitglieder der Weltzollorganisation
- Liste der Mitgliedstaaten von Interpol
- Liste der Monarchien in Afrika
- Liste der Monarchien in Asien
- Liste der Monarchien in Europa
- Liste politischer Parteien nach Staat

## Sport
- Liste der Länder nach gewonnenen Medaillen bei den Leichtathletik-Weltmeisterschaften
- Liste der Länder nach gewonnenen Medaillen bei den Olympischen Winterspielen
- Liste der Länder nach gewonnenen Medaillen bei den Olympischen Sommerspielen
- Liste der Länder nach gewonnenen Medaillen bei den Olympischen Spielen
- Liste der Länder nach gewonnenen Medaillen bei den Schwimmweltmeisterschaften
- Liste der Länder nach gewonnenen Basketball-Weltmeisterschaften der Frauen
- Liste der Länder nach gewonnenen Basketball-Weltmeisterschaften der Männer
- Liste der Länder nach gewonnenen Eishockey-Weltmeisterschaften der Frauen
- Liste der Länder nach gewonnenen Eishockey-Weltmeisterschaften der Männer
- Liste der Länder nach gewonnenen Fußball-Weltmeisterschaften der Frauen
- Liste der Länder nach gewonnenen Fußball-Weltmeisterschaften der Männer
- Liste der Länder nach gewonnenen Handball-Weltmeisterschaften der Frauen
- Liste der Länder nach gewonnenen Handball-Weltmeisterschaften der Männer
- Liste der Länder nach gewonnenen Volleyball-Weltmeisterschaften der Frauen
- Liste der Länder nach gewonnenen Volleyball-Weltmeisterschaften der Männer

## Telekommunikation
- Liste der Länder nach Anzahl an Mobiltelefonen
- Liste der Länder nach Anzahl an Smartphones
- Liste der Länder nach Internetgeschwindigkeit
- Liste der Länder nach Internetnutzern
- Liste der Ländervorwahlen
- Liste der Länder nach Jahr der Einführung des Fernsehens

## Wirtschaft
- Liste der Länder der Eurozone
- Liste der Länder mit Dollarwährungen
- Liste der Länder nach Aluminiumproduktion
- Liste der Länder nach Anzahl an Arbeitskräften
- Liste der Länder nach Anzahl an Besuchern
- Liste der Länder nach Anzahl an Milliardären
- Liste der Länder nach Anzahl an Millionären
- Liste der Länder nach Anzahl an Unternehmen in den Forbes Global 2000
- Liste der Länder nach Arbeitsproduktivität
- Liste der Länder nach Arbeitszeit
- Liste der Länder nach Arbeitslosenquote
- Liste der Länder nach Agrarproduktion
- Liste der Länder nach Armutsquote
- Liste der Länder nach Ausgaben für Forschung und Entwicklung
- Liste der Länder nach Auslandsverschuldung
- Liste der Länder nach Automobilproduktion
- Liste der Länder nach Automobilexporten
- Liste der Länder nach Bauxitproduktion
- Liste der Länder nach Beschäftigungsquote
- Liste der Länder nach Bleiproduktion
- Liste der Länder nach Bruttoinlandsprodukt (historische Entwicklung)
- Liste der Länder nach Bruttoinlandsprodukt pro Kopf (historische Entwicklung)
- Liste der Länder nach Bruttonationaleinkommen pro Kopf
- Liste der Länder nach Devisenreserven
- Liste der Länder nach Diamantenproduktion
- Liste der Länder nach Durchschnittslohn
- Liste der Länder nach Einkommensverteilung
- Liste der Länder nach Eisenerzproduktion
- Liste der Länder nach Exporten
- Liste der Länder nach erhaltenen ausländischen Direktinvestitionen
- Liste der Länder nach erhaltener Entwicklungshilfe
- Liste der Länder nach Fischerei und Aquakultur
- Liste der Länder nach Fleischproduktion
- Liste der Länder nach gemachten ausländischen Direktinvestitionen
- Liste der Länder nach Getreideproduktion
- Liste der Länder nach Goldproduktion
- Liste der Länder nach Goldreserven
- Liste der Länder nach Handelspartner
- Liste der Länder nach Haushaltsverschuldung
- Liste der Länder nach Importen
- Liste der Länder nach Importzoll
- Liste der Länder nach Industrieproduktion
- Liste der Länder nach Inflationsrate
- Liste der Länder nach Investitionsquote
- Liste der Länder nach Kfz-Bestand
- Liste der Länder nach Konsumausgaben
- Liste der Länder nach Kreditrating
- Liste der Länder nach Kupferproduktion
- Liste der Länder nach Leistungsbilanz
- Liste der Länder nach Mann-zu-Frau-Einkommensverhältnis
- Liste der Länder nach Nickelproduktion
- Liste der Länder nach Patentanmeldungen
- Liste der Länder nach PKW-Dichte
- Liste der Länder nach Preisniveau
- Liste der Länder nach Roheisenproduktion
- Liste der Länder nach Silberproduktion
- Liste der Länder nach Staatshaushalt
- Liste der Länder nach Staatsquote
- Liste der Länder nach Staatsschuldenquote
- Liste der Länder nach Stahlproduktion
- Liste der Länder nach Steuerquote
- Liste der Länder nach Uranproduktion
- Liste der Länder nach Vermögen
- Liste der Länder nach Vermögen pro Kopf
- Liste der Länder nach Vermögensverteilung
- Liste der Länder nach Wirtschaftsstruktur
- Liste der Länder nach Wirtschaftswachstum
- Liste der Länder nach Zinnproduktion

## Sonstiges
- Liste der Länder nach Gefängnisinsassen
- Liste der Länder nach ISO-Ländecode
- Liste der Länder nach länderspezifischer Top-Level-Domain
- Liste der Länder nach LGBT-Toleranz und -Rechten
- Liste der Länder nach Namensherkunft
- Liste der Länder nach Nobelpreisen für Chemie
- Liste der Länder nach Nobelpreisen für Frieden
- Liste der Länder nach Nobelpreisen für Literatur
- Liste der Länder nach Nobelpreisen für Physik
- Liste der Länder nach Nobelpreisen für Physiologie oder Medizin
- Liste der Länder nach Nobelpreisen für Wirtschaftswissenschaften
- Liste der Länder nach persönlicher Freiheit
- Liste der Länder nach Prostitution
- Liste der Länder nach UNESCO-Welterbestätten

## Indexe und Rankings
- Arton Capital Passport Index
- Bertelsmann Transformation Index
- Demokratieindex
- Ease of Doing Business Index
- Environmental Performance Index
- FIFA-Weltrangliste
- Fragile States Index
- Freedom in the World
- Global Firepower Index
- Global Competitiveness Index
- Global Gender Gap Report
- Global Militarization Index
- Global Slavery Index
- Good Country Index
- Happy Planet Index
- Henley Passport Index
- Index der geschlechtsspezifischen Entwicklung
- Index der geschlechtsspezifischen Ungleichheit
- Index der menschlichen Entwicklung
- Index der wirtschaftlichen Komplexität
- Index für wirtschaftliche Freiheit
- Klimaschutz-Index
- KOF Index der Globalisierung
- Korruptionswahrnehmungsindex
- Legatum Prosperity Index
- Logistics Performance Index
- Nature Index
- PISA-Studie
- Press Freedom Index
- Social Progress Index
- Travel and Tourism Competitiveness Report
- Ungleichheitsbereinigter Index der menschlichen Entwicklung
- Welthunger-Index
- World Happiness Report
- World Social Capital Monitor